# PASS THE BEAT
『PASS THE BEAT』（パス ザ ビート）は、SURFACEの8枚目のオリジナルアルバム。2020年10月7日にソニー・ミュージックダイレクトよりリリースされた。

## 概要
前作『ON』から約1年2か月ぶりにリリースされたオリジナルアルバムである。
初回生産限定盤A、初回生産限定盤B、通常盤の3種類の仕様でリリースされ、初回生産限定盤AにはDVD、初回生産限定盤BにはCDが付属している。DVDには「LAST BIRTHDAY」と「風よ聞けこの声を」のミュージックビデオ。CDには2018年のカウントダウンで披露した「行けんだろう」と、アルバムの先行配信曲「指切りしよう」がそれぞれ収録されている

## 収録内容

### CD
1. PASS THE BEAT
作曲・編曲:永谷喬夫
2. スタートラインに立て
作詞:椎名慶治、作曲:椎名慶治・永谷喬夫、編曲:宮田"レフティ"リョウ
3. 指切りしよう（Horn Mix）
作詞:椎名慶治、作曲:椎名慶治・永谷喬夫、編曲:nishi-ken・ 薗田佳煇
4. クロール
作詞:椎名慶治、作曲:椎名慶治・永谷喬夫、編曲:永谷喬夫
5. 誰がなんと言っても
作詞:椎名慶治、作曲:椎名慶治・永谷喬夫、編曲:永谷喬夫・薗田佳煇
6. LAST BIRTHDAY
作詞:椎名慶治、作曲:椎名慶治・永谷喬夫、編曲:永谷喬夫・涌井啓一
7. アン
作詞:椎名慶治、作曲:椎名慶治・永谷喬夫、編曲:永谷喬夫・涌井啓一
8. タユタウ
作詞:椎名慶治、作曲:椎名慶治・永谷喬夫、編曲:宮田"レフティ"リョウ
9. そっか
作詞:椎名慶治、作曲:椎名慶治・永谷喬夫、編曲:永谷喬夫
10. なぁ
作詞:椎名慶治、作曲:椎名慶治・永谷喬夫、編曲:永谷喬夫・薗田佳煇
11. 下手くそな応援歌 -たまり場 パート3-
作詞:椎名慶治、作曲:椎名慶治・永谷喬夫、編曲:永谷喬夫・薗田佳煇
12. 風よ聞けこの声を 
作詞:椎名慶治、作曲:椎名慶治・永谷喬夫、編曲:宮田"レフティ"リョウ

### DVD (初回生産限定盤Aのみ)
1. LAST BIRTHDAY -Music Video-
2. 風よ聞けこの声を -Music Video-

### CD (初回生産限定盤Bのみ)
1. 行けんだろう
作詞:椎名慶治、作曲:椎名慶治・永谷喬夫、編曲:永谷喬夫・薗田佳煇
2. 指切りしよう
作詞:椎名慶治、作曲:椎名慶治・永谷喬夫